# Blanca Fernández de la Granja
Blanca Fernández de la Granja (1 de abril de 1992) es una deportista de España que compite en atletismo. Ganó una medalla de plata en el Campeonato Europeo de Atletismo por Equipos de 2021, en la prueba de 5000 m.